# Lough Derravaragh
Lough Derravaragh (irisch Loch Dairbhreach) ist ein See im County Westmeath in der Republik Irland.

## Allgemeines
Der See liegt nördlich von Mullingar, zwischen den Orten Castlepollard, Collinstown, Crookedwood und Multyfarnham. Am südöstlichen Seeufer befindet sich der Knockeyon, mit 214 m eine der höchsten Erhebungen von Westmeath. Den Zu- und Abfluss bildet der River Inny, der vom Lough Sheelin kommt und zum Shannon weiterfließt.

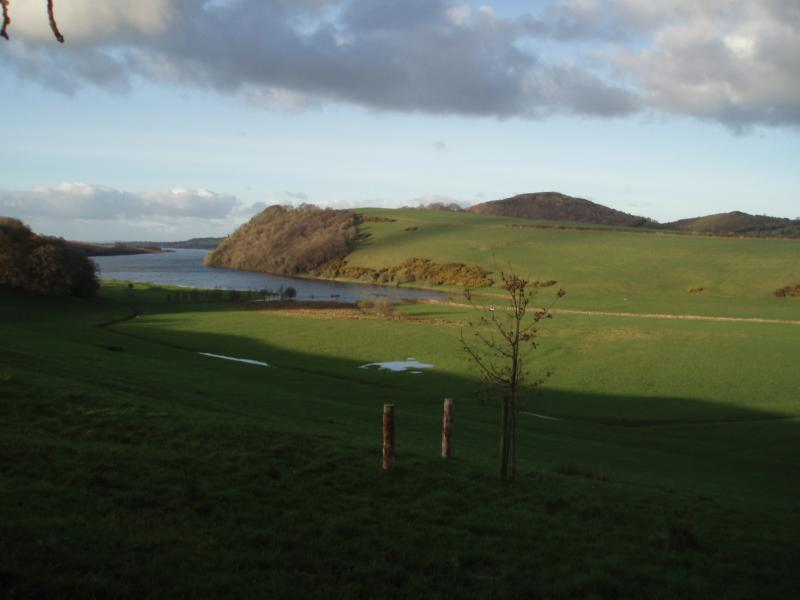
Knockeyon und Lough Derravaragh

Lough Derravaragh ist eine National Habitat Area (Naturschutzgebiet) Irlands. Durch die ausgedehnte Moorlandschaft an seinen Ufern und das mineralreiche Wasser ist eine große Artenvielfalt an Fauna und Flora vorhanden. Der See ist ein Zentrum des Angelsportes auf Forellen und auch anderer Wassersportarten (Kanufahren).
Östlich des Sees, in den Hügeln von Ranaghan, befinden sich Ringforts aus der Steinzeit.

## Legende
In der Erzählung Oidheadh Chlainne Lir („Die Geschichte der Kinder Lirs“) wird berichtet, dass die vier Kinder des Königs Lir 300 Jahre als Schwäne auf dem Lough Derravaragh verbringen mussten, dann weitere 300 Jahre in den Gewässern der Straße von Moyle zwischen Irland und Schottland und schließlich weitere 300 Jahre auf dem Atlantik, ehe sie erlöst werden.